# Tour de France 1968
Il Tour de France 1968, cinquantacinquesima edizione della Grande Boucle, si svolse in ventidue tappe tra il 27 giugno e il 21 luglio 1968, per un percorso totale di 4 684,8 km.
Fu vinto per la prima ed unica volta dal passista-finisseur olandese Jan Janssen (al secondo ed ultimo podio della carriera nella corsa a tappe francese, dopo la piazza d'onore conseguita nell'edizione del 1966).
Janssen, dopo essere stato il primo corridore olandese ad essere salito sul podio di Parigi nel 1966, diventò così anche il primo olandese ad affermarsi nella Grande Boucle.
L'Olanda dovrà aspettare dodici anni per rivedere un suo corridore indossare la maglia gialla sul gradino più alto del podio parigino.
Janssen diventò il secondo corridore della storia, dopo Jean Robic nell'edizione del 1947, a vincere il Tour de France senza aver mai indossato sulle strade la maglia gialla, per l'appunto da lui indossata soltanto nel momento più importante: ossia al termine dell'ultima tappa e sopra il più alto gradino del podio.
Jan Janssen concluse la corsa con il tempo di 133h49'42", precedendo in classifica generale due corridori di nazionalità belga.
Al secondo posto della graduatoria generale si classificò il passista-cronoman Herman Van Springel (al primo ed unico podio della carriera al Tour). 
Il passista-cronoman Ferdinand Bracke (anche per lui si trattò del primo ed unico podio della carriera nella Grande Boucle) si piazzò al terzo posto della classifica generale.
L'epilogo di questa edizione del Tour fu abbastanza clamoroso, in quanto il ribaltone finale attuato da Janssen in classifica generale non era assolutamente preventivabile prima dell'ultima tappa a cronometro. 
Infatti, i suoi antagonisti belgi (i quali erano in quel momento in vantaggio nella classifica) avevano in passato dimostrato di essere più specializzati di lui nelle prove contro il tempo. Ma Janssen sfoderò una grande prova, dimostrando che spesso l'ultima cronometro di una corsa a tappe di tre settimane, insieme alla fatica accumulata nelle gambe di ogni corridore, può azzerare le differenze o addirittura sovvertirle.
Il distacco fra Janssen e Van Springel fu di soli 38 secondi e ciò rappresentò, all'epoca, il minor distacco della storia del Tour de France tra i primi due della classifica generale. Il precedente record, di 55 secondi, era stato registrato quattro anni prima, nell'edizione del 1964, tra gli acerrimi rivali francesi Jacques Anquetil e Raymond Poulidor.

## Tappe
| Tappa  | Data      | Percorso                                       | km      | Vincitore di tappa   | Leader cl. generale  |
| ------ | --------- | ---------------------------------------------- | ------- | -------------------- | -------------------- |
| 1ª-1ª  | 27 giugno | Vittel (cron. individuale)                     | 6,1     | Charly Grosskost     | Charly Grosskost     |
| 1ª-2ª  | 27 giugno | Vittel > Esch-sur-Alzette (LUX)                | 169     | Charly Grosskost     | Charly Grosskost     |
| 2ª     | 28 giugno | Arlon (BEL) > Forest (BEL)                     | 210,5   | Eric De Vlaeminck    | Charly Grosskost     |
| 3ª-1ª  | 29 giugno | Forest (BEL) (cron. a squadre)                 | 22      | Belgio A             | Herman Van Springel  |
| 3ª-2ª  | 29 giugno | Forest (BEL) > Roubaix                         | 112     | Walter Godefroot     | Herman Van Springel  |
| 4ª     | 30 giugno | Roubaix > Rouen                                | 238     | Georges Chappe       | Jean-Pierre Genet    |
| 5ª-1ª  | 1º luglio | Rouen > Bagnoles-de-l'Orne                     | 165     | André Desvages       | Georges Vandenberghe |
| 5ª-2ª  | 2 luglio  | Bagnoles-de-l'Orne > Dinard                    | 154,5   | Jean Dumont          | Georges Vandenberghe |
| 6ª     | 3 luglio  | Dinard > Lorient                               | 188     | Aurelio González     | Georges Vandenberghe |
| 7ª     | 4 luglio  | Lorient > Nantes                               | 190     | Franco Bitossi       | Georges Vandenberghe |
| 8ª     | 5 luglio  | Nantes > Royan                                 | 223     | Daniel Van Ryckeghem | Georges Vandenberghe |
| 9ª     | 6 luglio  | Royan > Bordeaux                               | 137,5   | Walter Godefroot     | Georges Vandenberghe |
|        | 7 luglio  | giorno di riposo                               |         |                      |                      |
| 10ª    | 8 luglio  | Bordeaux > Bayonne                             | 202,5   | Gilbert Bellone      | Georges Vandenberghe |
| 11ª    | 9 luglio  | Bayonne > Pau                                  | 183,5   | Daniel Van Ryckeghem | Georges Vandenberghe |
| 12ª    | 10 luglio | Pau > Saint-Gaudens                            | 226,5   | Georges Pintens      | Georges Vandenberghe |
| 13ª    | 11 luglio | Saint-Gaudens > La Seu d'Urgell (ESP)          | 208,5   | Herman Van Springel  | Georges Vandenberghe |
| 14ª    | 12 luglio | La Seu d'Urgell (ESP) > Perpignano/Canet-Plage | 231,5   | Jan Janssen          | Georges Vandenberghe |
| 15ª    | 13 luglio | Font-Romeu > Albi                              | 250,5   | Roger Pingeon        | Georges Vandenberghe |
| 16ª    | 14 luglio | Albi > Aurillac                                | 199     | Franco Bitossi       | Rolf Wolfshohl       |
| 17ª    | 15 luglio | Aurillac > Saint-Étienne                       | 236,5   | Jean-Pierre Genet    | Rolf Wolfshohl       |
|        | 16 luglio | giorno di riposo                               |         |                      |                      |
| 18ª    | 17 luglio | Saint-Étienne > Grenoble                       | 235     | Roger Pingeon        | Gregorio San Miguel  |
| 19ª    | 18 luglio | Grenoble > Sallanches/Cordon                   | 200     | Barry Hoban          | Herman Van Springel  |
| 20ª    | 19 luglio | Sallanches > Besançon                          | 242,5   | Jos Huysmans         | Herman Van Springel  |
| 21ª    | 20 luglio | Besançon > Auxerre                             | 242     | Eric Leman           | Herman Van Springel  |
| 22ª-1ª | 21 luglio | Auxerre > Melun                                | 136     | Maurice Izier        | Herman Van Springel  |
| 22ª-2ª | 22 luglio | Melun > Parigi/La Cipale (cron. individuale)   | 55,2    | Jan Janssen          | Jan Janssen          |
| Totale | Totale    | Totale                                         | 4 684,8 |                      |                      |

## Squadre e corridori partecipanti
| N.      | Cod.    | Squadra               |
| ------- | ------- | --------------------- |
| 1-10    | FRA     | Francia A             |
| 11-20   | FRB     | Francia B             |
| 21-30   | FRC     | Francia C             |
| 31-40   | WDR     | Germania Ovest        |
| 41-50   | BEA     | Belgio A              |
| 51-60   | BEB     | Belgio B              |
| 61-70   | ESP     | Spagna                |
| 71-80   | GBR     | Regno Unito           |
| 81-90   | ITA     | Italia                |
| 91-100  | NLD     | Paesi Bassi           |
| 101-110 | CHE/LUX | Svizzera/ Lussemburgo |

## Resoconto degli eventi
Al Tour de France 1968 parteciparono 110 corridori, dei quali 63 giunsero a Parigi.
Alla competizione presero parte undici squadre nazionali composte da 10 corridori ciascuna: tre squadre erano in rappresentanza della Francia, due del Belgio e una ciascuno per Germania, Spagna, Regno Unito, Italia, Paesi Bassi; prese il via inoltre una squadra mista svizzero-lussemburghese.
Charly Grosskost, Walter Godefroot, Franco Bitossi, Daniel Van Ryckeghem, Jan Janssen e Roger Pingeon, con due successi ciascuno, furono i sei corridori a vincere il maggior numero di frazioni sulle ventisei previste (considerando come unità anche ogni semitappa, nel computo totale delle frazioni).
Solo per questa edizione della corsa, la maglia attribuita al leader della classifica a punti era rossa, colore dello sponsor SIC, produttore di soda.
Jan Janssen precedette i due belgi Herman Van Springel, superato nella cronometro dell'ultimo giorno e secondo a 38 secondi (all'epoca minor distacco della storia tra i primi due della classifica generale), e Ferdinand Bracke, diventando il primo olandese ad aggiudicarsi la Grande Boucle.
Questa edizione del 1968, nel suo equilibrio fu a suo modo emblematica poiché segnò la fine di un'era di transizione, in quanto ad essa avrebbe fatto seguito il dominio del belga Eddy Merckx, il corridore più vincente della storia del ciclismo e che, non a caso, di lì a qualche anno sarebbe stato chiamato "il Cannibale" (nel 1968 Merckx non partecipò alla Grande Boucle, ma vinse la sua prima corsa a tappe, il Giro d'Italia).

## Classifiche finali

### Classifica generale - Maglia gialla
| Pos. | Corridore           | Squadra     | Tempo      |
| ---- | ------------------- | ----------- | ---------- |
| 1    | Jan Janssen         | Paesi Bassi | 133h49'42" |
| 2    | Herman Van Springel | Belgio A    | a 38"      |
| 3    | Ferdinand Bracke    | Belgio B    | a 3'03"    |
| 4    | Gregorio San Miguel | Spagna      | a 3'17"    |
| 5    | Roger Pingeon       | Francia A   | a 3'29"    |
| 6    | Rolf Wolfshohl      | Ger. Ovest  | a 3'46"    |
| 7    | Lucien Aimar        | Francia B   | a 4'44"    |
| 8    | Franco Bitossi      | Italia      | a 4'59"    |
| 9    | Andrés Gandarias    | Spagna      | a 5'05"    |
| 10   | Ugo Colombo         | Italia      | a 7'55"    |

### Classifica a punti - Maglia rossa
| Pos. | Corridore            | Squadra     | Punti |
| ---- | -------------------- | ----------- | ----- |
| 1    | Franco Bitossi       | Italia      | 241   |
| 2    | Walter Godefroot     | Belgio B    | 219   |
| 3    | Jan Janssen          | Paesi Bassi | 200   |
| 4    | Daniel Van Ryckeghem | Belgio A    | 164   |
| 5    | Georges Vandenberghe | Belgio B    | 155   |

### Classifica scalatori
| Pos. | Corridore        | Squadra   | Punti |
| ---- | ---------------- | --------- | ----- |
| 1    | Aurelio González | Spagna    | 96    |
| 2    | Franco Bitossi   | Italia    | 84    |
| 3    | Julio Jiménez    | Spagna    | 72    |
| 4    | Roger Pingeon    | Francia A | 65    |
| 5    | Andrés Gandarias | Spagna    | 57    |

### Classifica combinata - Maglia bianca
| Pos. | Corridore           | Squadra     | Punti |
| ---- | ------------------- | ----------- | ----- |
| 1    | Franco Bitossi      | Italia      | 11    |
| 2    | Jan Janssen         | Paesi Bassi | 18,5  |
| 3    | Roger Pingeon       | Francia A   | 20    |
| 4    | Herman Van Springel | Belgio A    | 22,5  |
| 5    | Gregorio San Miguel | Spagna      | 26    |

### Classifica a squadre
| Pos. | Squadra   | Tempo |
| ---- | --------- | ----- |
| 1    | Spagna    |       |
| 2    | Belgio A  |       |
| 3    | Francia B |       |
| 4    | Italia    |       |
| 5    | Belgio B  |       |